# 두둑

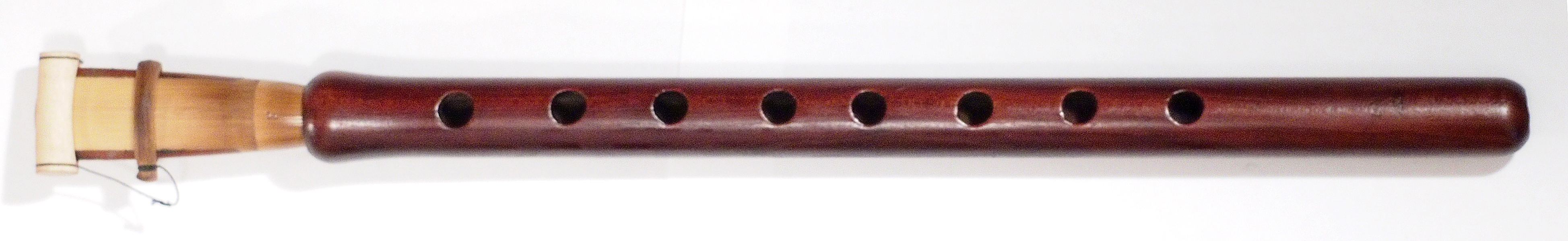

두둑(duduk, /duːˈduːk/ doo-DOOK; 아르메니아어: ҤҸւԤָւү IPA: [duˈduk]) 또는 치라나포그(tsiranapogh, 아르메니아어: Үҫրֶ֡փփָר, "살구로 만든 관악기"를 의미)는 아르메니아에서 유래한 살구나무로 만든 더블 리드 목관악기이다. 아르메니아 두두크의 변형은 코카서스, 발칸 반도, 그리고 불가리아, 아제르바이잔, 조지아, 쿠르디스탄, 터키, 이란을 포함한 중동 전역에 걸쳐 나타난다. 두둑, 발라반 및 메이는 역사적, 지리적 차이를 제외하면 거의 동일하다.
일반적으로 쌍으로 연주된다. 첫 번째 연주자가 멜로디를 연주하는 동안 두 번째 연주자는 덤이라는 꾸준한 드론을 연주하며 두 악기의 사운드가 함께 더 풍부하고 잊혀지지 않는 사운드를 만들어낸다. 편평하지 않은 리드와 원통형 몸체는 오보에나 바순보다 잉글리쉬 호른에 더 가까운 소리를 낸다. 오보에나 샴과 같은 다른 더블 리드 악기와 달리 두둑은 크기에 비해 리드가 매우 크다.
유네스코는 아르메니아 두둑과 그 음악을 2005년 인류 구전 및 무형유산 걸작으로 선포하고 2008년에 등재했다. 두둑 음악은 여러 영화, 특히 <러시아 하우스>, <글래디에이터 (2000년 영화)>에서 사용되었다.

## 같이 보기
- 아울로스

## 문헌
- Nercessian, Andy (2001). 《The Duduk and National Identity in Armenia》. Scarecrow Press. ISBN 9781461672722.